# Antocha nigristyla
Antocha nigristyla är en tvåvingeart som beskrevs av Alexander 1956. Antocha nigristyla ingår i släktet Antocha och familjen småharkrankar.
Artens utbredningsområde är Kenya. Inga underarter finns listade i Catalogue of Life.